# Chaos A.D.
Chaos A.D. is het vijfde album van de Braziliaanse metalband Sepultura. Het album is uitgebracht in 1993. Dit is het eerste album waarop Sepultura begon te experimenteren met verschillende genres, waaronder groovemetal en wereldmuziek. Het laatste is terug te vinden in de Braziliaanse percussie-elementen. Een invloed die nog véél sterker aanwezig zou zijn op de opvolger,  Roots.

## Nummers
1. "Refuse / Resist"
2. "Territory"
3. "Slave New World"
4. "Amen"
5. "Kaiowas"
6. "Propaganda"
7. "Biotech Is Godzilla"
8. "Nomad"
9. "We Who Are Not as Others"
10. "Manifest"
11. "The Hunt" (Cover van New Model Army)
12. "Clenched Fist"

## Bezetting van de band tijdens opname
- Max Cavalera
- Igor Cavalera
- Andreas Kisser
- Paulo Jr.